# سكانلاند

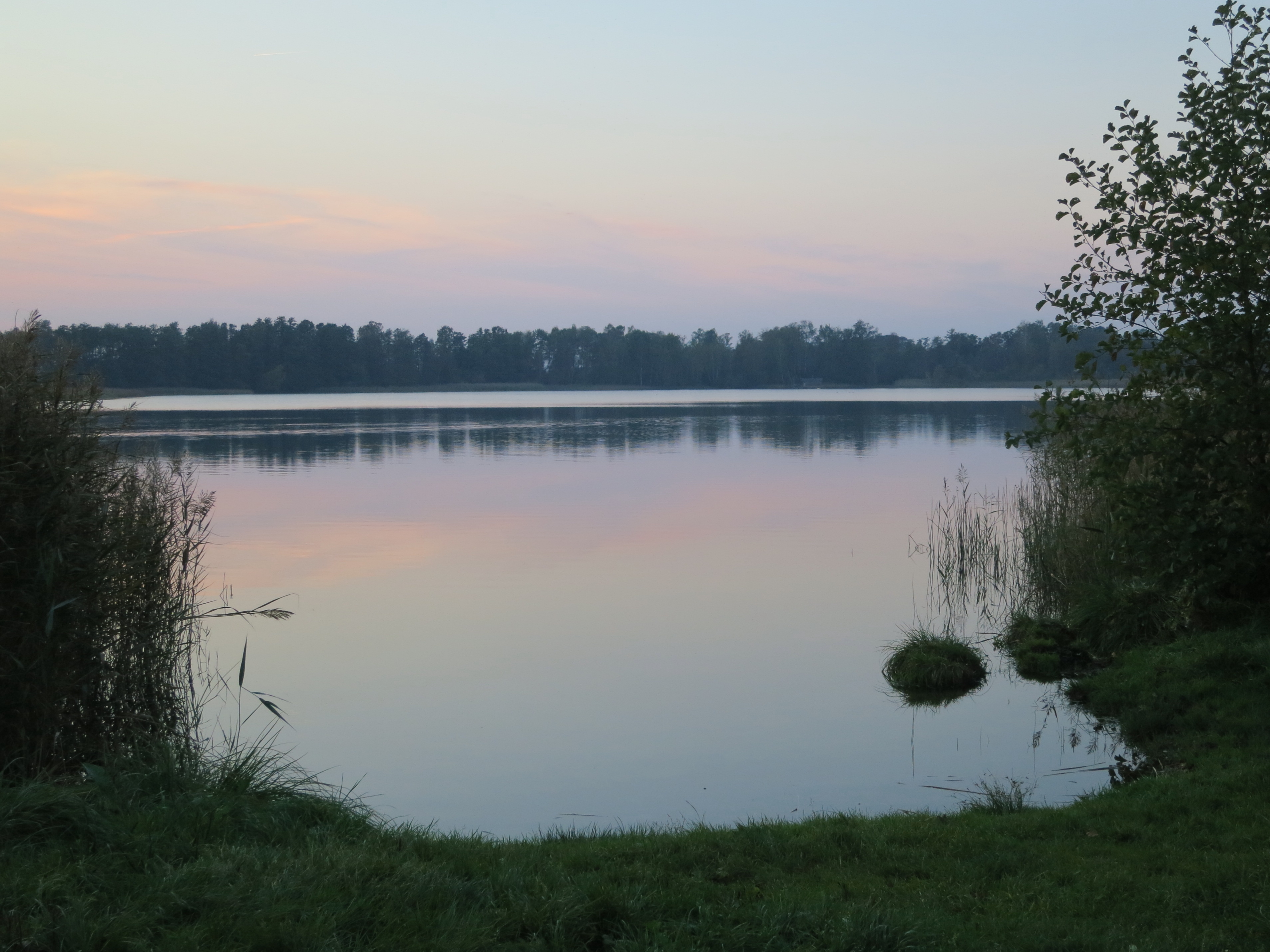

سكانلاند (بالسويدية: Skåneland) و (بالدنماركية: Skånelandene)‏ هو إقليم يقع في أقصى جنوب شبه الجزيرة الإسكندنافية مكون من محافظات بليكنج و هالاند و سكونا في السويد بالإضافة لجزيرة بورنهولم الدنماركية. هذه المنطقة كانت محل نزاع تاريخي بين الدنمارك و السويد، في القرن التاسع كانت تابعة للدنمارك وكانت تسمى بالمحافظات الشرقية، ألحقت بعذ ذلك بالسويد بعد عقد إتفاقية روسكلده إلا أنه بعد اندلاع انتفاضة في جزيرة بورنهولم ألحقت الأخيرة بالدنمارك وفقاً لإتفاقية كوبنهاغن.